# Il nostro canto - Live in Sardinia
Il nostro canto - Live in Sardinia è un album dal vivo dei Tazenda, pubblicato il 22 giugno 2009 dalla Universal Music.

## Il disco
Contiene 13 brani suonati dal vivo, tre inediti e una rivisitazione di E sarà Natale, canzone natalizia già apparsa nel 2005 in ¡¡¡Bum-ba!!! (voci dei soli Marielli e Camedda insieme ad un coro) e nel 2006 in Reunion, con l'aggiunta della voce di Andrea Parodi e qui riproposta con la voce di Dettori. I brani inediti sono Piove luce, in duetto con Gianluca Grignani (estratto come singolo apripista dell'album), Sa fortza mea con Marco Carta (La forza mia, la canzone con cui il giovane cantante sardo ha vinto Sanremo, riarrangiata assieme ai Tazenda e tradotta parzialmente in lingua sarda) e L'aquila, una reinterpretazione di Mogol-Battisti (anch'essa estratta come singolo).
I pezzi suonati dal vivo vedono il nuovo cantante Beppe Dettori alla voce, entrato nel gruppo dopo la morte di Andrea Parodi. Vi figurano prevalentemente pezzi incisi nell'era Dettori, ma non mancano anche pezzi classici come Carrasecare, Mamoiada, Pitzinnos in sa gherra, Spunta la luna dal monte e Nanneddu, incisi nell'era Parodi e qui ricantati da Dettori.

## Tracce
1. Piove luce (con Gianluca Grignani)
2. Sa mesa
3. Pane caente
4. Carrasecare
5. Miele amaro
6. Mamoiada
7. Anima nel vento
8. Madre Terra
9. Domo mia
10. Manouches
11. Pitzinnos in sa gherra
12. Spunta la luna dal monte
13. Nanneddu
14. Desperada e laudada
15. L'aquila
16. Sa fortza mea (con Marco Carta)
17. E sarà Natale

## Formazione
Tazenda
- Beppe Dettori – voce, chitarra acustica
- Gino Marielli – chitarra solista, cori
- Gigi Camedda – tastiera, voce secondaria

Altri musicisti
- Massimo Cossu – chitarra ritmica
- Giovanni Pinna – basso
- Marcello Bossi – batteria
- Marco Camedda – tastiera

## Classifiche
| Classifica (2009) | Posizione massima |
| ----------------- | ----------------- |
| Italia            | 39                |